# Košarka na OI 1992.
Košarka na Olimpijskim igrama u Barceloni 1992. godine uključivala je natjecanja u muškoj i ženskoj konkurenciji. Na ovim Igrama po prvi puta je potpuno ukinuto pravilo amaterizma, te je dozvoljen nastup košarkašima iz sjeverno-američke profesionalne NBA lige. To je dovelo do stvaranja iznimno jake momčadi SAD-a, koju su mediji prozvali Dream team (u prijevodu Momčad iz snova). Ta je sjajna momčad superiorno osvojila olimpijski turnir. Nakon raspada SSSR-a predstavnici bivših sovjetskih republika su nastupali pod nazivom Ujedinjeni tim pod olimpijskom zastavom.

## Osvajači odličja
|       | Zlato | Srebro | Bronca |
| Muški | SAD Christian Laettner David Robinson Patrick Ewing Larry Bird Scottie Pippen Michael Jordan Clyde Drexler Karl Malone John Stockton Chris Mullin Charles Barkley Earvin Johnson                                        | Hrvatska Dražen Petrović Velimir Perasović Danko Cvjetičanin Toni Kukoč Vladan Alanović Franjo Arapović Žan Tabak Stojko Vranković Alan Gregov Arijan Komazec Dino Rađa Aramis Naglić | Litva Valdemaras Chomičius Alvydas Pazdrazdis Arūnas Visockas Darius Dimavičius Romanas Brazdauskis Gintaras Krapikas Rimas Kurtinaitis Arvydas Sabonis Artūras Karnišovas Šarūnas Marčiulionis Gintaras Einikis Sergėjus Jovaiša |
| Žene  | Ujedinjeni tim Elena Zhirko Elena Baranova Irina Guerlits Elena Tornikidou Elena Chvaibovitch Marina Tkachenko Irina Minkh Elena Khoudachova Irina Soumnikova Elen Bounatiants Natalia Zassoulskaia Svetlana Zaboloueva | Kina Cong Xuedi Li Xin Liu Jun Wang Fang Zheng Dongmei He Jun Peng Ping Zheng Haixia Zheng Xiulin Li Dongmei Liu Qing Zhan Shuping                                                    | SAD Teresa Edwards Daedra Charles Clarissa Davis Teresa Weatherspoon Tammy Jackson Victoria Orr Victoria Bullett Carolyn Jones Katrina Felicia McClain Medina Dixon Cynthia Cooper Suzanne McConnell                              |